# 72949 Colesanti
72949 Colesanti este o planetă minoră (asteroid), cu un diametru de 2,713 km, din centura de asteroizi. A fost descoperită pe 12 februarie 2002 la Fountain Hills Observatory⁠(d) de Charles W. Juels⁠(d). 
Obiectul prezintă o orbită caracterizată de o semiaxă mare de 2,3461964976334 UAi, o excentricitate de 0,25107776919153, o înclinație de 6,273289305787 ° în raport cu ecliptica.